# (1672) Gezelle
(1672) Gezelle ist ein Asteroid des Hauptgürtels, der am 29. Januar 1935 vom belgischen Astronomen Eugène Joseph Delporte in Ukkel entdeckt wurde.
Benannt ist der Asteroid nach dem flämischen Dichter Guido Gezelle.